# Omer Verschoore
Omer Verschoore (Moorslede, Flandes Occidental, 2 de diciembre de 1888 - París, Francia 6 de junio de 1932) fue un ciclista belga que fue profesional entre 1911 y 1914. Durante su carrera profesional consiguió 5 victorias, destacando la Lieja-Bastogne-Lieja de 1912 y el Campeonato de Bélgica en ruta del mismo año. 

## Palmarés
- 1911
  - Vencedor de una etapa de la Vuelta a Bélgica
- 1912
  - Campeón de Bélgica en ruta 
  - 1º en la Lieja-Bastogne-Lieja
  - 1º en  la Etoile Caroloregienne
  - Vencedor de una etapa de la Vuelta a Bélgica

### Resultados al Tour de Francia
- 1914. Abandona (10a etapa)